# Zapylak zaroślowy
Zapylak zaroślowy (Campylopterus calcirupicola) – gatunek małego ptaka z rodziny kolibrowatych (Trochilidae). Występuje w południowo-wschodniej Brazylii. Opisany został w 2017. Jest narażony na wyginięcie.

## Taksonomia
Po raz pierwszy gatunek opisali Lopes, de Vasconcelos i Gonzaga w 2017 na łamach „Zootaxa”. Holotypem była dorosła samica odłowiona 6 czerwca 2007 w Montes Claros (Minas Gerais, Brazylia). Jest to gatunek kryptyczny. Autorzy przeanalizowali ponad 1000 okazów muzealnych; ustalili, że na rangę odrębnych gatunków zasługują opisane już wcześniej zapylaki: szary (C. largipennis), skalny (C. (largipennis) diamantinensis) i szarosterny (C. (largipennis) obscurus) oraz nowo opisany zapylak zaroślowy. Jest to gatunek monotypowy.
Epitet gatunkowy calcirupicola pochodzi od łacińskich słów calx (wapień) oraz rupes (strome skały); odnosi się do środowiska życia tych kolibrów, zamieszkujących lasy porastające wapienne skały.

## Morfologia
Zapylaki zaroślowe są bardzo podobne do parapatrycznych zapylaków skalnych (C. diamantinensis). Przedstawiciele obydwu płci są podobni, u samców stosiny 3 zewnętrznych sterówek są szerokie i spłaszczone (cechę tę stwierdzono jednak jedynie u połowy samców), do tego na wspomnianych piórach nie ma części chorągiewki zewnętrznej. Do tego ich dziób jest nieco krótszy i bardziej prosty niż u samic. Wierzch ciała i pokrywy skrzydłowe są brązowozielone. Ciemię jest ciemniejsze, połyskuje miedziano. Spód ciała jest jednolicie jasnoszary. Za okiem dostrzec można białą plamkę. Lotki są czarnoniebieskie z metalicznym połyskiem. Ogon zaokrąglony, występuje 10 sterówek. Tęczówka ciemnobrązowa, górna szczęka czarna, żuchwa szaroczerwona z czarną końcówką. Nogi czarne. Zmienność osobnicza u zapylaków zaroślowych jest niewielka, polega na intensywności rdzawego połysku na głowie oraz natężeniu barwy wierzchu ciała, u niektórych ptaków bardziej złotawej, u innych niebieskawej.
U holotypu długość ciała wynosiła 139 mm, długość górnej krawędzi dzioba 29,4 mm, skrzydła 66,5 mm, ogona 45,9 mm; masa ciała 6,1 g.

## Zasięg występowania i ekologia
Zapylaki zaroślowe występują w południowo-wschodniej Brazylii na obszarze od północno-wschodniego stanu Goiás i południowo-zachodniego stanu Bahia po północny stan Minas Gerais. Żyją w suchych lasach porastających wapienne skały. Odnotowywano te kolibry na wysokości 460–880 m n.p.m. Możliwe, że zasięg występowania rozpościera się dalej po południowo-wschodni stan Tocantins i południowy Piauí, gdzie miano obserwować zapylaki szare. Zwyczaje żywieniowe zapylaków zaroślowych poznano słabo; obserwowano, jak odwiedzają kwiaty Justicia, spatodei dzwonkowatej (Spathodea campanulata), nieokreślonej bromeliowatej rośliny, melonowców właściwych (Carica papaya), Camptosema, wianowłostki królewskiej (Delonix regia), Inga laurina, szałwii (Salvia spp.) i Malvaviscus arboreus. Brakuje danych o lęgach; samce z powiększonymi jądrami, wskazującymi na aktywność lęgową, odłowiono 13 maja, 19 czerwca i 27 sierpnia, za to samice z plamą lęgową 24 czerwca i 21 grudnia, co wskazuje na przedłużony sezon lęgowy.

## Status
W Czerwonej księdze gatunków zagrożonych IUCN zapylak zaroślowy od 2021 jest klasyfikowany jako gatunek narażony (VU, Vulnerable). Liczebność populacji prowizorycznie szacowana jest na 2400 – 15 000 dorosłych osobników, ale wymaga to potwierdzenia badaniami w terenie. Wiadomo, że nie jest to gatunek pospolity. Trend liczebności populacji oceniany jest jako spadkowy ze względu na utratę siedlisk leśnych.